# Maestro di Staffolo

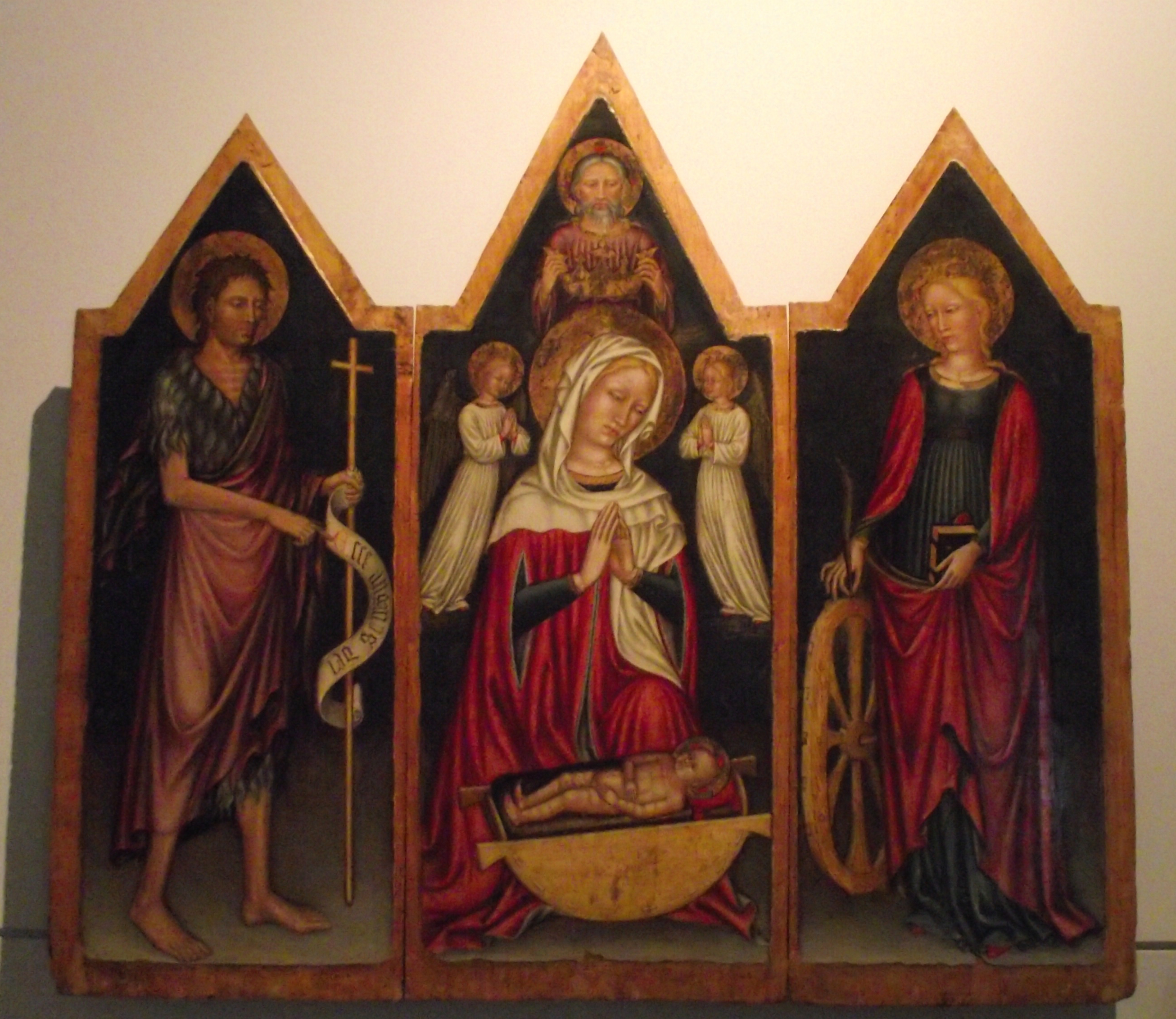
Triptyque de la Vierge à l'Enfant, l'Éternel et les saints Jean-Baptiste et Catherine d'Alexandrie, vers 1450, Galerie d'art civique, Fabriano.

Maître de Staffolo (parfois sous le nom de Maestro della Culla trad.Maître du Berceau) (... – 1474 ?) fut un peintre du Gothique-tardif de la Région des Marches italiennes

## Biographie
Peintre gothique tardif représentant de l'école Fabrianese active dans les Marches entre 1420 et 1470. Dans sa formation, convergent les influences de Gentile da Fabriano, les frères Jacopo et Lorenzo Salimbeni de San Severino Marche et le peintre Bartolomeo di Tommaso da Foligno . 

## Œuvres

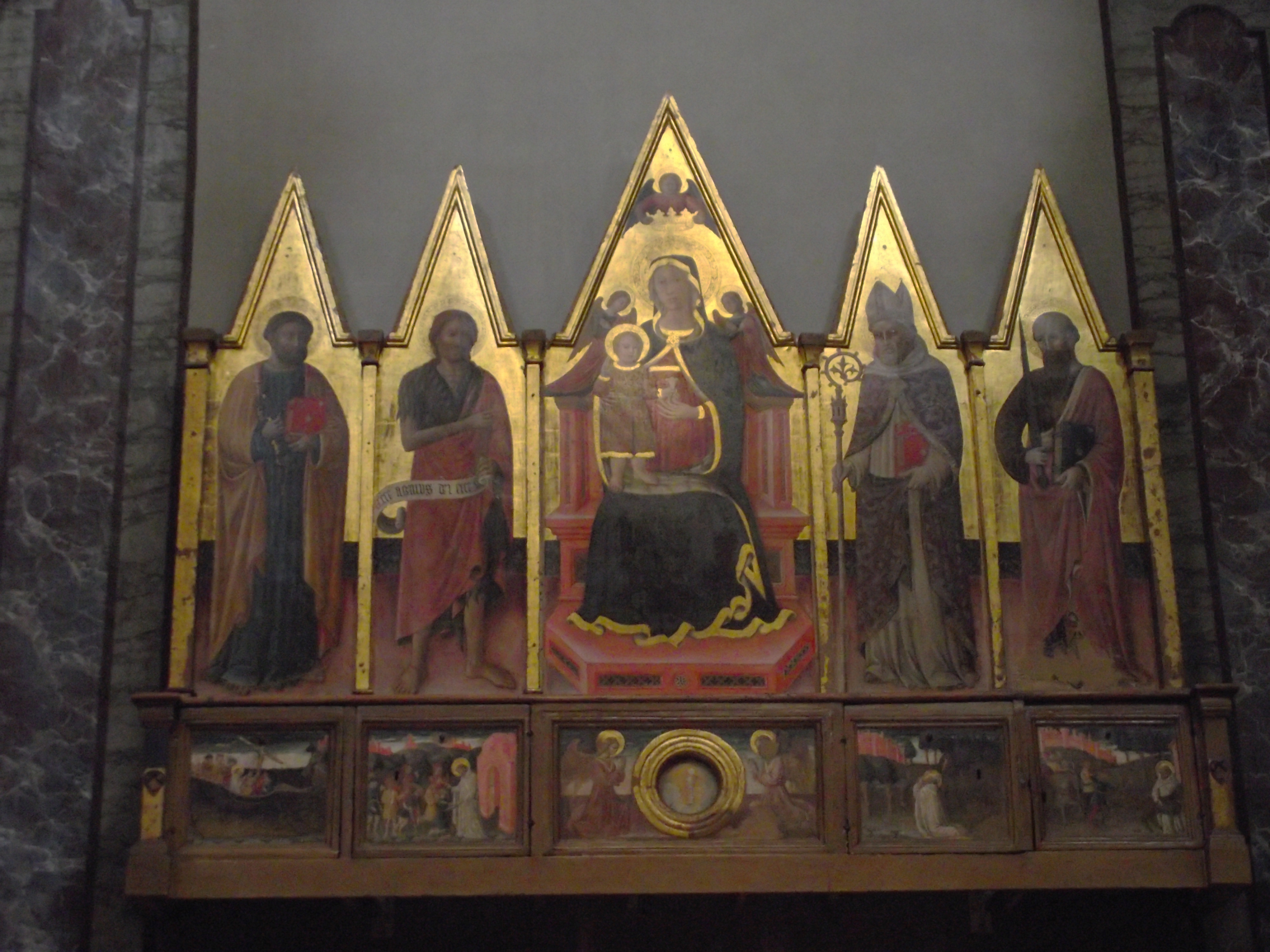
Pentaptyque de la Vierge à l'enfant intronisée parmi les saints, église de Sant'Egidio, Staffolo.

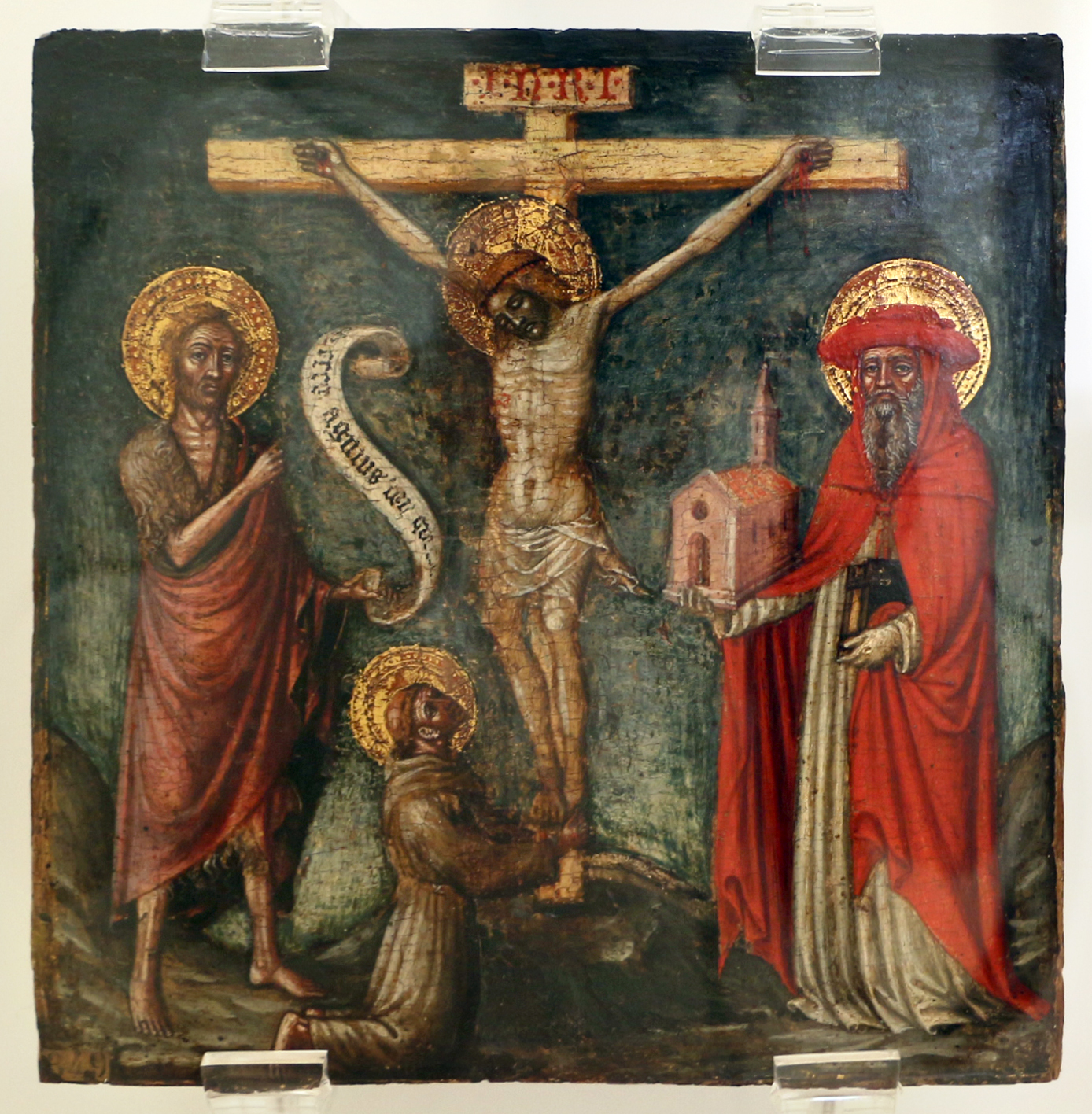
Le Christ crucifié, avec saints, Musée d'art, Ravenne.

- Saint François recevant les stigmates, Détrempe sur panneau, aux environs de 1420, Philadelphia Museum of Art, Philadelphie [2]
- Vierge à l'enfant, panneau, 1425-49, collection privée [3]
- Vierge en adoration de l'enfant avec sainte Catherine d'Alexandrie, panneau, 1430-40, collection privée
- Christ crucifié avec saint Jean-Baptiste, saint Jérôme et saint François d'Assise, panneau, 1430-40, Museo d’Arte de Ravenne
- Vierge de la Miséricorde et Dieu le Père (recto) et Saints Jean Baptiste et Sébastien (verso), bannière biface de procession à la détrempe et à l'huile sur bois, 1430-40, Musée national du Palazzo Venezia, Rome, tableau, 1430-40 [4]
- Santa Maria Maddalena, San Giovanni Battista, San Venanzio, San Antonio da Padova, fresques, Duomo de Fabriano [1]
- San Bernardino de Sienne et San Giovanni da Capestrano, Palazzo Vescovile, Fabriano
- Sant'Apollonia, table, collection privée
- deux San Sebastiano, Palazzo Vescovile, Fabriano
- Sant'Eleuterio et les fidèles, panneau, 1440-50, Musée national de Capodimonte, Naples
- Madone avec sainte et donatrice, fresque du portail lunette, 1456, Hôpital de Santa Maria del Buon Gesù, Fabriano
- Madonna di Loreto, fresque, atrium du Palazzo Baravelli, Fabriano
- Madonna di Loreto, San Paterniano, Santa Lucia, table tripartite, église de San Paterniano, Domo - Serra San Quirico ( AN )
- Triptyque Vierge à l'enfant intronisée entre les saints Venanzio et Mariano, église paroissiale d'Albacina - Fabriano
- Piété entre les saints Onofrio, Giacomo della Marca et Bernardino da Siena, église de Sant'Onofrio, Fabriano
- Madonna della Misericordia avec la bénédiction du Christ Rédempteur (recto), San Venanzio entre les saints Sebastiano et Mariano, San Giovanni Battista, bannière processionnelle à la tempera et à l'huile sur bois, 1445, Collection privée, Crémone
- Pentaptyque de la Vierge à l'enfant intronisée entre les saints Jean-Baptiste, Pierre, Egidio et Paolo, 1440-50, Église de Sant'Egidio, Staffolo [5]
- Triptyque Vierge à l'enfant, l'Éternel et les saints Jean-Baptiste et Catherine d'Alexandrie, vers 1450, Galerie d'art civique, Fabriano
- Vierge à l'enfant avec saint Bernardino, bannière du soir peinte, 1456, église de l' hôpital de Santa Maria del Buon Gesù, Fabriano [6]
- Madonna della Culla, 1450-60, couvent du Bienheureux Matthias, Matelica